# 청자 상감국화모란유로죽문 매병 및 죽찰
청자 상감국화모란유로죽문 매병 및 죽찰(靑磁 象嵌菊花牡丹柳蘆竹文 梅甁 및 竹札)은 상감 기법으로 여러 가지 무늬를 새겨 넣은 고려청자 매병(梅甁)과 죽찰이다. 대한민국 충청남도 태안군 국립태안해양유물전시관에 있으며, 2012년 12월 27일 대한민국의 보물 제1783호로 지정되었다.
충청남도 태안군 근흥면 마도에서 마도 2호선이라 명명된 고려시대 선박에서 출토되었으며, 그 제작 시기는 12세기 후반에서 13세기 초반 무렵으로 추정된다.

## 형태
청자 상감국화모란유로죽문 매병은 과형(瓜形)처럼 몸체를 6개의 면으로 음각하여 분할하였다. 상하 종속문으로 뇌문과 연판문을 상감하고 주제문으로 몸체 가운데 흑백 상감으로 된 능화형 창 안에 다양한 문양 조합을 표현하였다. 문양 조합은 세 종류로 먼저 버드나무와 수금, 새가 나무 위에 앉아 있는 형식, 대나무나 갈대와 수금의 형식과 마지막으로 닥꽃이나 모란, 혹은 국화에 수금과 나방을 결합하는 형식이다. 이런 과형 매병의 성형 방식과 다양한 문양 조합은 13세기 이후의 새로운 변화로 고려청자의 장식성이 더욱 심화되는 증표로 삼을 수 있다. 유색은 유약이 골고루 녹지 않아 선명하지 않은 부분이 있고 일부 유약의 핀 홀 현상과 뭉침 현상이 보인다.
제작시기는 과형의 형태와 문양 조합, 상감 기법의 다양한 사용, 유색의 변화 등으로 미루어 당연히 음각매병과는 편차가 있을 것으로 추정해 볼 수 있지만 동시에 출토된 유물이므로 확정할 수는 없다. 역으로 13세기를 전후해서 고려청자의 다양한 기형과 장식이 공존했음을 보여주는 좋은 예이다.
죽찰에는 '준'(樽)이라는 기명의 명칭과 내용물이 기재되어 있어 고려시대 매병의 표기와 참기름을 담았던 매병의 당시 용도를 알 수 있게 하는 시대성과 희소성을 지니고 있다. 상감매병과 함께 출토된 죽찰은 ‘ 〉〈’ 모양의 홈을 경계로 머리와 몸통으로 구분할 수 있다. 홈은 죽찰을 매병에 매달기 위해 판 것이다. 머리 상단을 ‘∧’ 모양으로 다듬어 마치 꽃봉오리 같다. 앞면과 뒷면 모두 글자가 있으며, 앞면은 8자, 뒷면은 6자 총 14자다. 앞면에는 “중방도장교오문부(重房都將校吳文富)”가 적혀 있는데 수취인을 적은 것이다. 뒷면에는 “택상진성준봉(宅上眞盛樽封)”이라고 쓰여 있어 준(樽)에 참기름을 담아 올린다는 내용이다.

## 같이 보기
- 청자

## 주해
1. ↑  매병(梅甁)이란 병의 아가리가 좁고 몸의 어깨는 넓으며 아래로 갈수록 홀쭉해지는 병을 말한다.
2. ↑  죽찰이란 대나무를 세로로 쪼갠 조각에 글자를 적은 것을 일컫는다.

## 참고 자료
- 청자 상감국화모란유로죽문 매병 및 죽찰 - 국가유산청 국가유산포털